# Gustav Holmdahl
Gustav Fredrik Holmdahl, född 14 oktober 1879 i Göteborg, död 30 augusti 1958 i Stockholm, var en svensk arkitekt.

## Biografi
Holmdahl studerade vid Chalmers tekniska läroanstalt 1894–1899, och vid Karlsruher Institut für Technologie 1899–1901. Han var verksam som ingenjör och ritare i USA 1902–1904. 1905–1908 studerade han vid Kungliga Akademien för de fria konsterna och var därefter anställd vid flera arkitektkontor innan han startade egen verksamhet 1915. Han var amanuens i Överintendentsämbetet 1910–1911, tjänstgörande arkitekt utom stat 1916-1917.
Holmdahl verkade som assistent vid Tekniska högskolan 1916–1917 och som lärare i arkitekturformlära 1915–1933.
Gustav Holmdahl var son till kontraktsprosten Svante Holmdahl och Anna Larsson-Laurell samt bror till Otto och David Holmdahl.

## Verk i urval
- Stamnareds kyrka, 1922–1924. Återuppbyggnad.
- Alsens kyrka, 1922–1924. Äldre murverk.
- Älvsbacka kyrka, 1922–1924
- Restaurering av kyrkor, bland andra Landa och Järna.
- Folkskoleseminariet i Umeå, 1925.
- Sinnesslöanstalt, Nyhem, Helsingborg 1923.
- Bloms hus, Frescati 1926–1927.
- Lantbrukshögskolan vid Ultuna 1935.
- Kemiinstitutionen vid Lunds universitet, 1935–1937.
- Fysikinstituitionen (Manne Siegbahnlaboratoriet), Stockholms Universitet, 1936.
- Hyreshus Tavastgatan 17, Stockholm 1947.

## Bilder

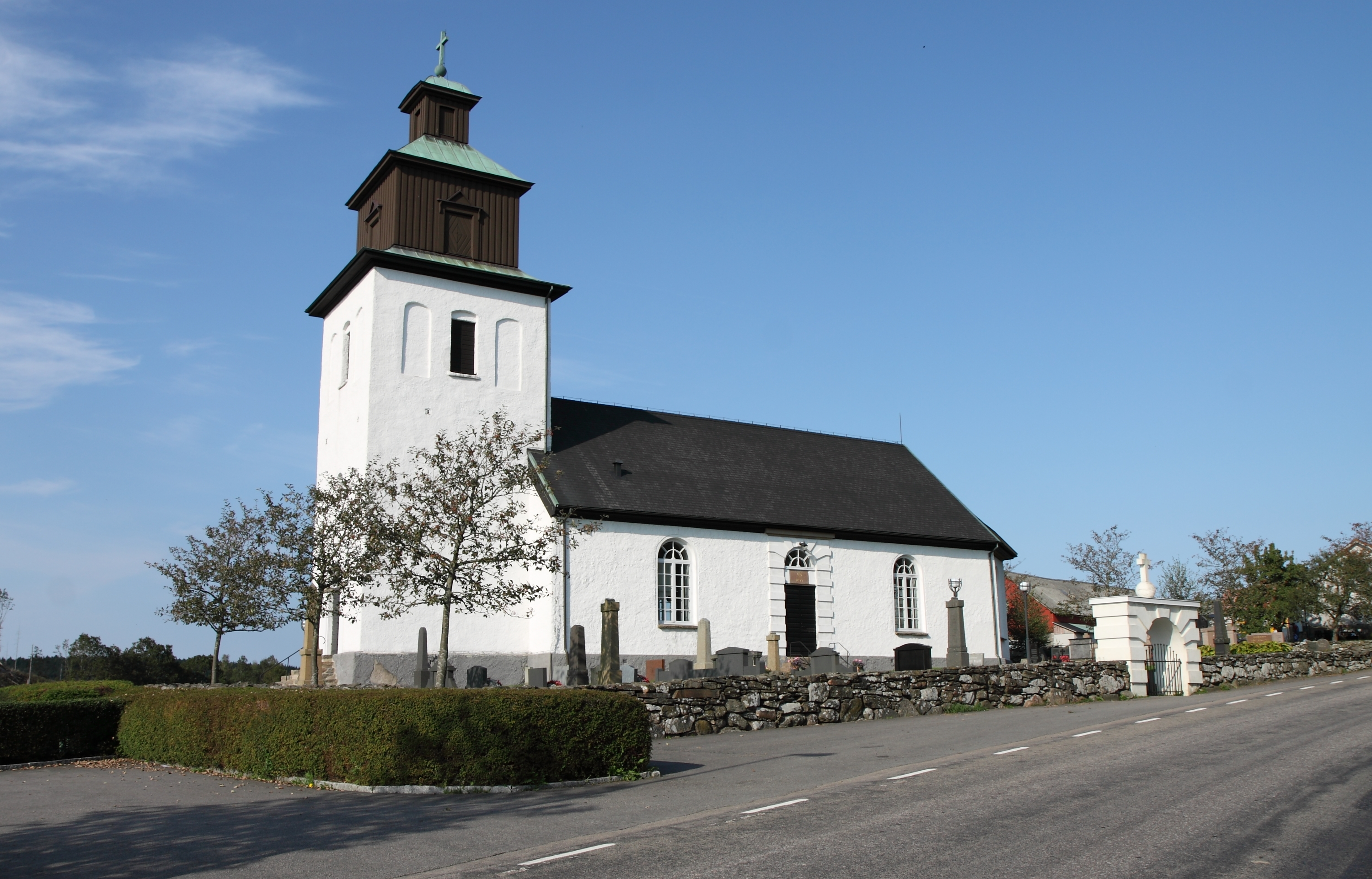
Stamnareds kyrka
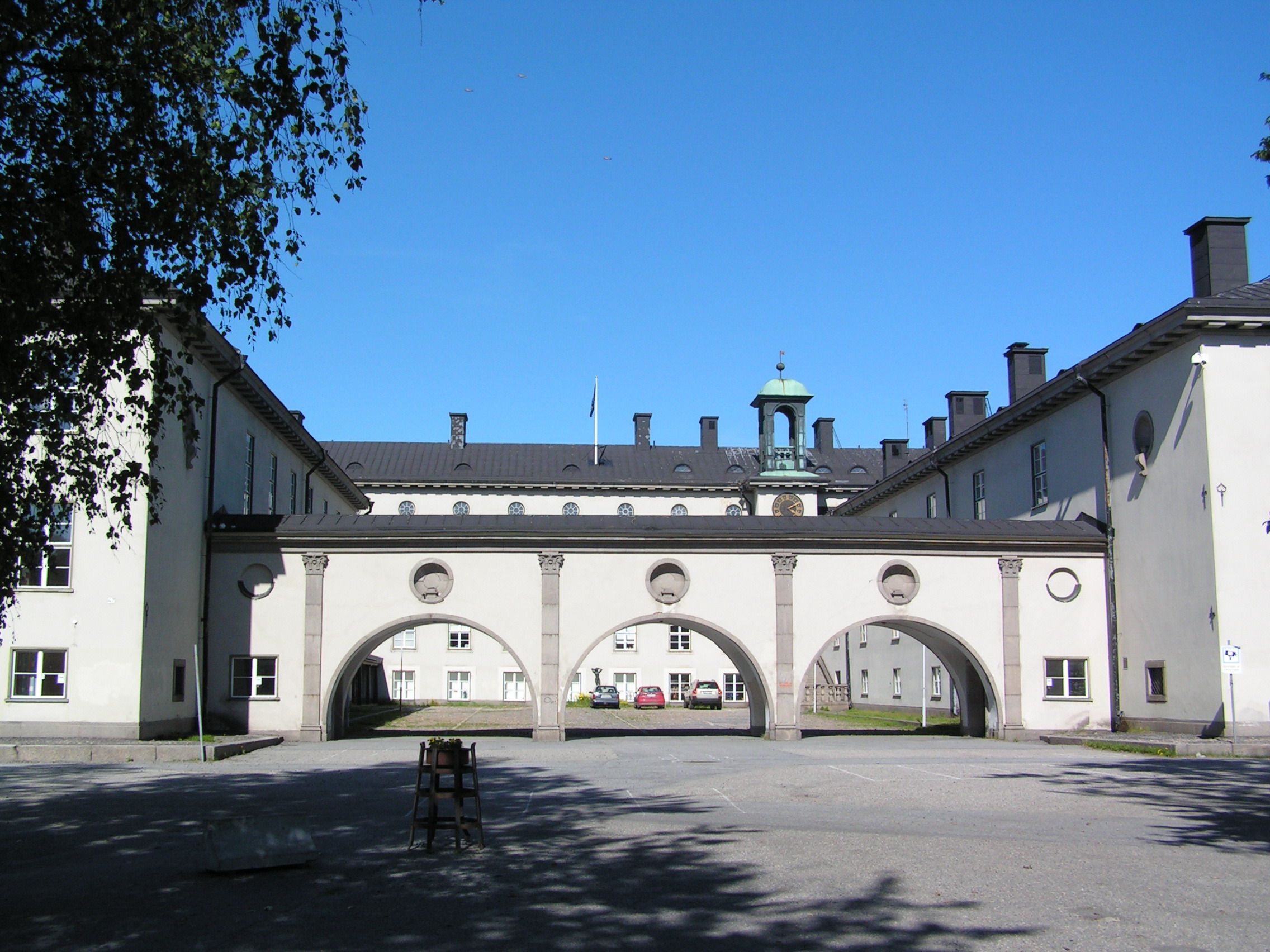
Folkskoleseminariet i Umeå
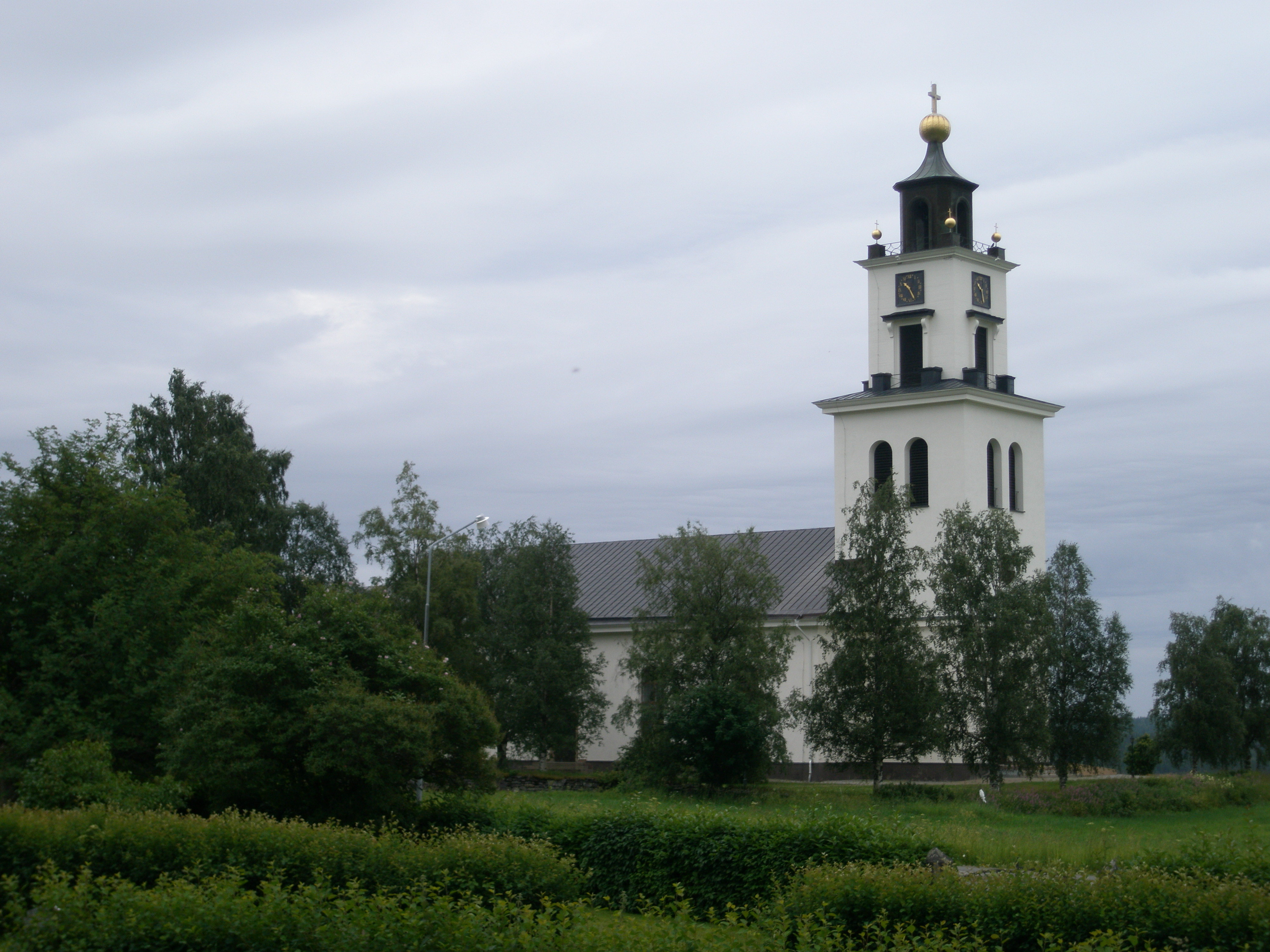
Alsens kyrka
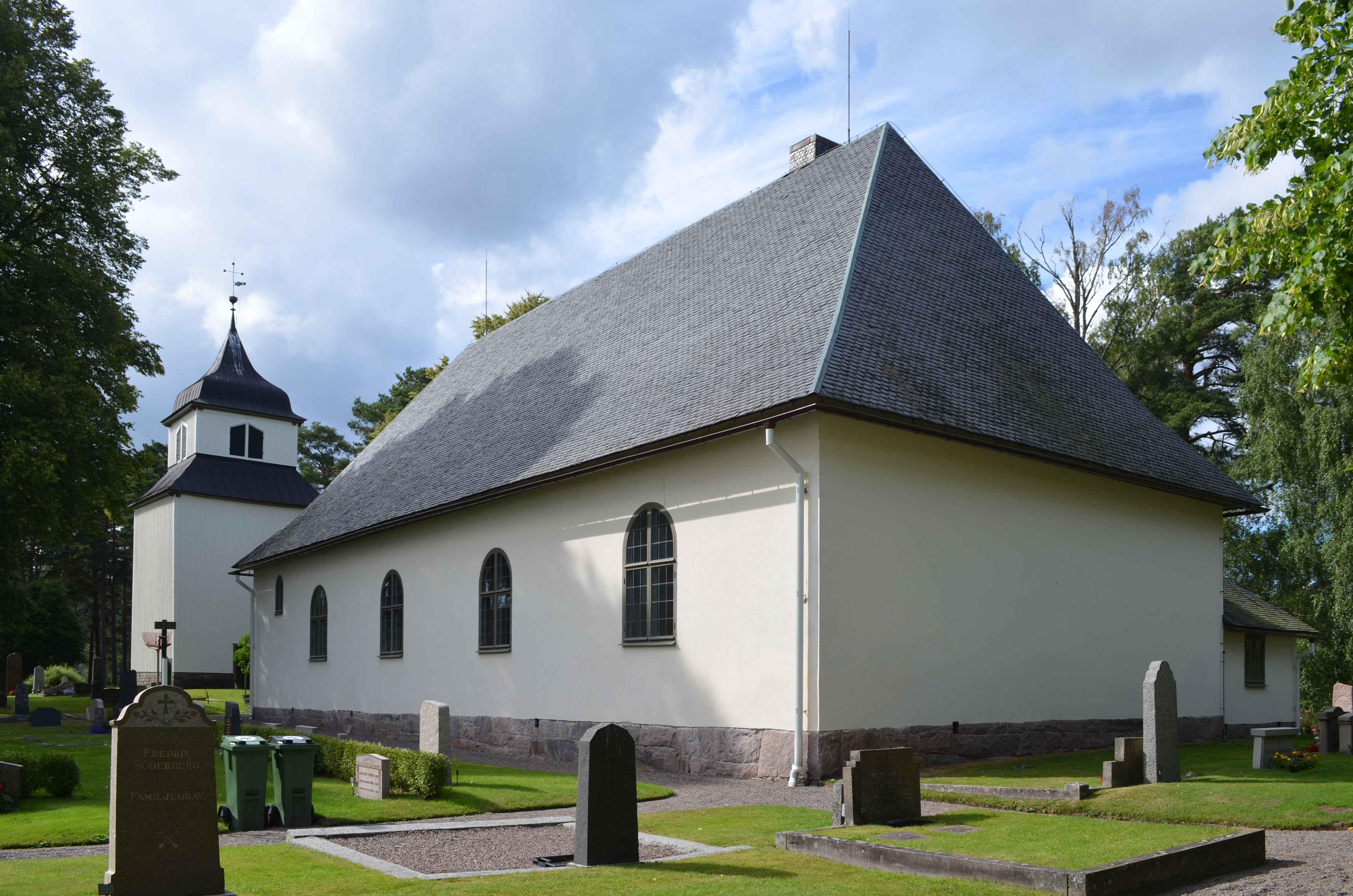
Älvsbacka kyrka
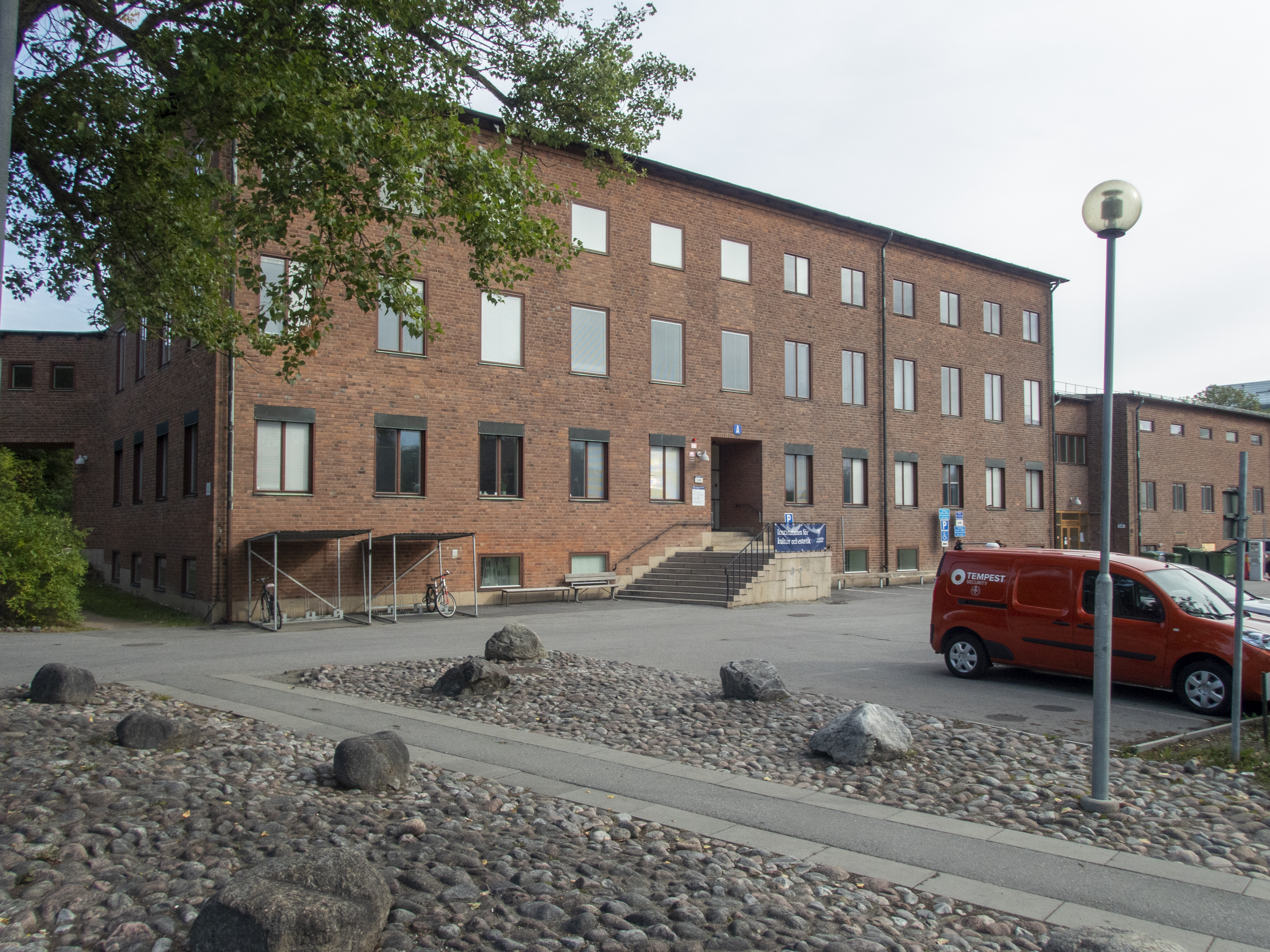
Manne Siegbahn-laboratoriet